# انهيار موكوا
انهيار موكوا هو انهيار أرضي ضرب بلدة موكوا في جنوب غرب كولومبيا في 1 أبريل 2017 تسبب بفيضان في البلدة أدى لمصرع حوالي 254 شخص وإصابة 400 وفقدان 220 شخص ويعتبر أسوأ كارثة حلت بتاريخ البلدة، وقد كان الإنهيار نتيجة الفيضانات من جبال الإنديز والتي ضربت كل من بيرو والإكوادور.

## ردود الأفعال
- إيران أعرب المتحدث باسم الخارجیة الإیرانیة بهرام قاسمي عن أسفه لوقوع حادثي السیول وانزلاق التربة فی كولومبیا وأندونیسیا وقدم المواساة لذوي ضحایا هذین الحادثین.[2]